# Mogens Therkildsen
Mogens Benno Therkildsen født 15. marts 1940 i Struer er en tidligere dansk fodboldmålmand. Han spillede 19 landskampe for Danmarks fodboldlandshold.
Therkildsen var førstemålmand for Odense Boldklub i perioden 1963-1973, og vandt DM i 1977, hvor han spillede seks kampe. Herefter var det slut og en vis Lars Høgh blev nu første målmand i de næste 24 år.

### Karriere
- Allested IF
- Odense Boldklub
- Flensborg
- Odense Boldklub
- Humble/Sydlangeland BK
- Sydslesvig 06